# جلم الماء
جَلَم الماء (الاسم العلمي: Puffinus)، هو جنس من طيور النوئيات يتبع فصيلة طيور بترل. وتحتوي على عشرين نوعاً تقريباً. هذا الجنس من الطيور يكون الجناح فيه طويلاً مزهيّ باللون البني أو الأسود أعلاه. وتتواجد في الجزر بكثرة والمنحدرات الساحلية.